# راي موس
راي موس (بالإنجليزية: Ray Moss)‏ هو لاعب كرة قاعدة أمريكي، ولد في 5 ديسمبر 1901 في تشاتانوغا في الولايات المتحدة، وتوفي بنفس المكان في 9 أغسطس 1998.

## وصلات خارجية
- راي موس على موقعبيزبول رفرنس.كوم (الدوري الرئيسي) (الإنجليزية)
- راي موس على موقعبيزبول رفرنس.كوم (الدوري الثانوي) (الإنجليزية)